# Каторжный, Роман
Рома́н Ка́торжный (укр. Роман Каторжний, также — Роман Каторжан; дата рождения неизвестна — после 30 октября 1654) — военный и государственный деятель XVII века, наказной полковник нежинский, посол Войска Запорожского в Османской империи.

## Биография
Фамилия отсылает к гребному судну под названием «каторга», которое являлось основным военным кораблём флота Османской империи. Подобные прозвища, как правило, свидетельствовали о том, что человек побывал в турецком плену, и были распространены прежде всего среди донских казаков. Некоторые историки полагают, что Романа Каторжного можно отождествить с участниками различных восстаний невольников на турецких галерах. В частности, итальянская брошюра 1643 года упоминает о восстании на «лучшей турецкой галере», в ходе которого были освобождены «207 человек невольников христиан из польской Руси и 70 невольников из других христианских стран».
Во время восстания Хмельницкого состоял на службе Войска Запорожского. В реестре 1649 года упоминается в числе старшины Корсунского полка. Являлся послом Войска Запорожского в Османской империи, чему способствовало знание им турецкого языка. Упоминания о нём встречаются у Веспасиана Коховского и анонимного польского автора дневника. У последнего содержится описание разговора Романа Каторжного с гетманом великим коронным Николаем Потоцким, который состоялся 2 сентября 1651 года во время заключения Белоцерковского мира. Впоследствии получил должность наказного полковника нежинского. Известен его универсал монахам Максаковского Спасо-Преображенского монастыря от 30 октября 1654 года о «послушенстве» «атаманам, войтам и всякой громаде», где он также упоминает о своей болезни. По всей видимости, этот недуг не дал ему возможности оказать большее влияние на решение конфликта, который произошёл в то время между крестьянами и монастырём.